# Lily Collins

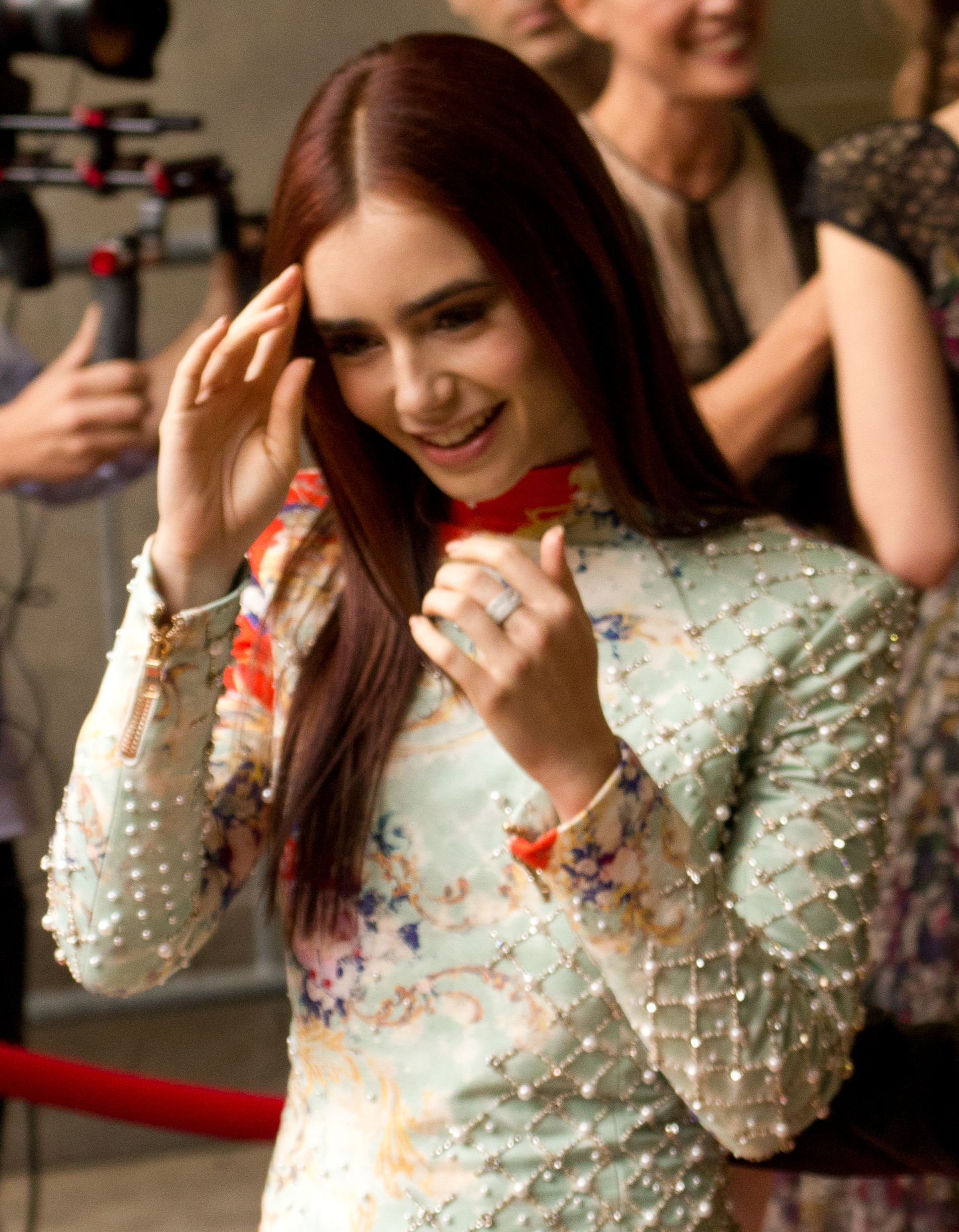
Lily Collins na festiwalu w Toronto w 2012

Lily Jane Collins (ur. 18 marca 1989 w Guildford) – angielsko-amerykańska aktorka filmowa i telewizyjna, nominowana do Złotych Globów za role w filmie Zasady nie obowiązują  i serialu  Emily w Paryżu.

## Życiorys
Córka angielskiego piosenkarza Philla Collinsa i jego drugiej żony Jill Tavelman, która jest Amerykanką i byłą przewodniczącą Beverly Hills’ Women’s Club. Jej przyrodnie rodzeństwo to aktorka Joely Collins i muzyk Simon Collins, którzy są dziećmi Phila Collinsa z pierwszego małżeństwa, oraz jego dwaj młodsi synowie z trzeciego małżeństwa.
Zadebiutowała na ekranie jako dwuletnie dziecko w serialu BBC Growing Pains. Przeprowadziła się z Anglii do Los Angeles w wieku siedmiu lat po rozwodzie rodziców. Ukończyła Harvard-Westlake School oraz dziennikarstwo radiowo-telewizyjne i multimedialne na Uniwersytecie Południowej Kalifornii. Jako nastolatka pisywała drobne artykuły dla uznanych magazynów modowych oraz dla dziennika Los Angeles Times; relacjonowała też wybory prezydenckie 2008 dla dziecięco-młodzieżowego kanału Nickelodeon.
Stopniowo zyskiwała coraz większą rozpoznawalność, a za swoją rolę w komediodramacie Zasady nie obowiązują (2016) otrzymała m.in. nominację do Złotego Globu. Z uznaniem spotkała się też jej rola w dramacie Aż do kości (2017). Od października 2020 występuje w tytułowej roli w serialu Emily w Paryżu, który w styczniu 2022 został przedłużony do czwartego sezonu

## Filmografia

### Filmy
- 2009: Wielki Mike. The Blind Side jako Collins Tuohy
- 2011: Porwanie jako Karen
- 2011: Ksiądz jako Lucy Pace
- 2012: Stuck in love jako Sam Borgens
- 2012: Królewna Śnieżka jako Śnieżka
- 2013: Nauczycielka angielskiego jako Halle Anderson
- 2013: Dary anioła: Miasto kości jako Clary Fray
- 2014: Love, Rosie jako Rosie Dunne
- 2016: How to Be Single
- 2016: Zasady nie obowiązują jako Marla Mabrey
- 2017: Aż do kości (To the Bone) jako Ellen
- 2017: Okja jako Red (Ruda)
- 2018: Jak zostać czarodziejem jako Śmieszka (głos)
- 2019: Podły, okrutny, zły jako Elizabeth "Liz" Kendall
- 2019: Tolkien jako Edith Bratt
- 2020: Inheritance jako Lauren Monroe
- 2020: Mank jako Rita Alexander
- 2022: Windfall jako żona

### Seriale
- 1992: Growing Pains (debiut ekranowy)
- 2008: 90210 jako Phoebe Abrams (gościnnie)
- 2016–2017: The Last Tycoon jako Cecelia Brad
- 2018–2019: Les Misérables jako Fantyna (miniserial)
- od 2020: Emily w Paryżu jako Emily Cooper

## Publikacje
- Unfiltered: No Shame, No Regrets, Just Me (HarperCollins, 2017, ISBN 978-0-06-247301-1)[7]